# 푸스타

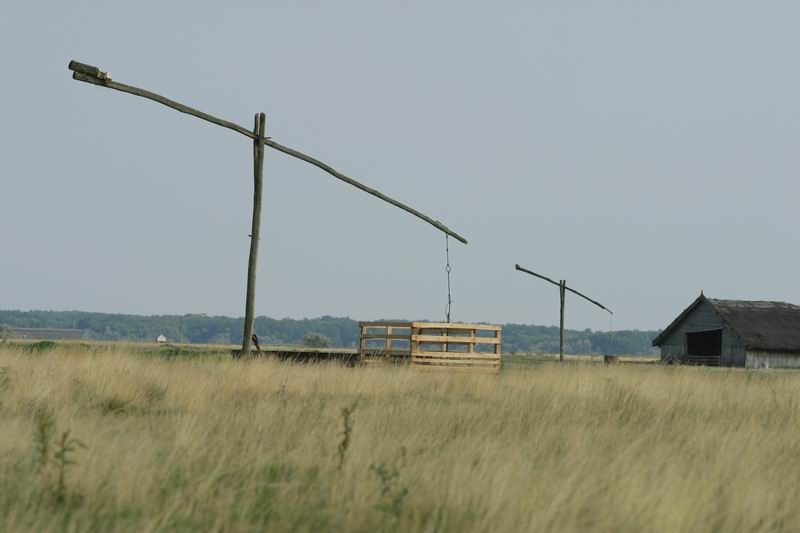
푸스타의 관개시설

푸스타(헝가리어: puszta 푸스터[*], pussta)는 헝가리 동부에 위치한 장초의 온대 초원지대이다. 온대초원 중에서도 습윤초원에 해당한다. 수목이 거의 없는 초원으로, 강수량은 500mm 내외이다. 건조하여 지층에 염류가 있고, 알칼리성 토양질이다. 초원의 면적은 약 3,600km2이다. 토양질은 흑토와 황토질로 구성되어 있는데, 이러한 토양질을 이용하여 관개농업을 한다. 밀, 옥수수, 호밀 등을 생산하는데, 목축지로 사용되는 부분이 있어 양, 소, 말 등의 방목이 이루어진다.